# Histoire du kraï de Krasnoïarsk
L'histoire du kraï de Krasnoïarsk, région du centre de la Sibérie, couvre l'ensemble des périodes historiques. Les premières traces de civilisation remontent au Paléolithique supérieur dans la régIon de la Taïmyrie. Divers peuples turcs et mongols ont ensuite peuplés le territoire, avec vers le IVe siècle av. J.-C. la formation d'un premier État dans la dépression de Minoussinsk. Le sud de la région est ensuite occupée par divers confédérations nomades d'Asie centrale, tandis que le nord reste presque inhabitée. Les Toungouses arrivent au Moyen-Âge dans la région, tandis qu'à partir du XVIe siècle, les Russes conquièrent la Sibérie et pénètrent ainsi sur le territoire.
Les Russes, dont les cosaques du Ienisseï, établissent les premières colonies, avec Ienisseïsk, puis Atchinsk et Krasnoïarsk. Ils rentrent en conflit avec les Ienisseï kirghize mais finissent par prendre possession du territoire. Au début du XVIIIe siècle, la région est incluse dans le gouvernement de Sibérie, puis à partir de 1822 dans le gouvernement du Ienisseï. La région se développe dans la deuxième moitié du XIXe siècle grâce à une ruée vers l'or. La région est conquise en 1919-1920 par les Armées rouges lors de la guerre civile russe, et le 7 décembre 1934, le kraï de Krasnoïarsk est formé. Sous la période soviétique, le kraï est industrialisé. En 2007, le district dolgano-nénètse du Taïmyr et l'Évenkie fusionnent au sein du kraï de Krasnoïarsk agrandi.

## Préhistoire

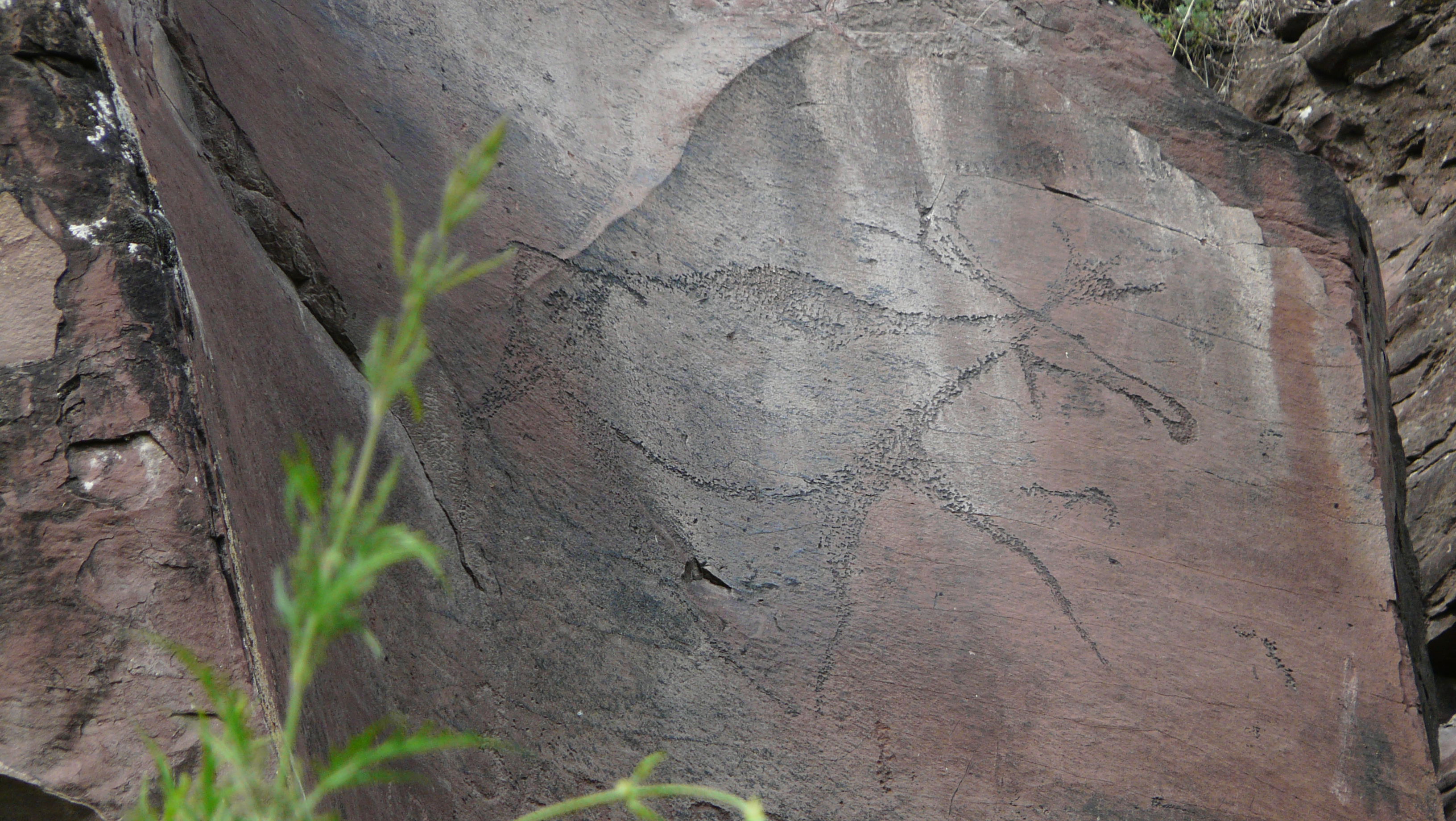
Pétroglyphe à Chalabalino.

L'homme a peuplé le territoire du territoire moderne de Krasnoïarsk au Paléolithique supérieur il y a environ 45 000 ans AP, comme en témoigne la découverte du mammouth Sopkarga à Taïmyr, où sur l'os zygomatique les scientifiques ont découvert les dommages causés par une lourde lance de chasseurs primitifs,.
Les couches les plus anciennes des sites d'Afontova Gora, Kourtak 4, Kachtanka, Oust-Kova, Brajnoïe remontent à 32–28 000 ans AP.
Les sites les plus anciens du Paléolithique supérieur sur les rives de la baie de Derba du réservoir de Krasnoïarsk remontent à la période du refroidissement de Konochtchelski de l'époque Karguinski (il y a 30–29 000 ans AP). Sur la rive gauche du réservoir de Krasnoïarsk, sur la flèche au confluent de la rivière Ijul avec l'Ienisseï, dans la partie orientale de la région archéologique de Kourtak se trouvent les sites du Pléistocène moyen Oust-Ijul 1 et Oust -Ijul 2. Sur le site d'Oust-Ijul 2, une datation au carbone 14 a été obtenue, d'environ 30 010 ± 1470 ans. 
L'os frontal de l'espèce humaine Homo sapiens de la localité de Pokrovka II (Maly Log II) remonte à 27 740 ± 150 ans. Sur le site du Paléolithique supérieur de Sabanikha-3, qui se trouve près du réservoir de Krasnoïarsk, plus de 3 000 artefacts ont été découverts, dont deux pendentifs en pierre, similaires à ceux trouvés sur le site du Paléolithique supérieur précoce de Malaïa Syya en Khakassie,.
Sur le site d'Oust-Kova, à l'embouchure de la rivière Kova dans la région de de Kejma, une figurine de mammouth et une sculpture de phoque ont été trouvées, fabriquées à partir d'une défense de mammouth il y a plus de 20 000 ans.
Les sites d'Atchinsk et de Tarachikha datent d'il y a 24–18 000 ans AP. Sur le site d'Atchinsk du Paléolithique supérieur (environ 20 000 ans AEC), les archéologues ont trouvé un bâton orné, qui peut représenter un calendrier lunaire.
Dans l'échantillon AG-2 (16,7 mille ans avant nos jours) du site d'Afontova Gora II, l'haplogroupe du chromosome Y Q1a1-F746 a été trouvé. Pour l'échantillon AG-3 (il y a 16 930 à 16 490 ans), l'haplogroupe mitochondrial R1b a été déterminé. Basés sur les autosomes, les échantillons des sites Afontova Gora II, Afontova Gora III et Malta I (MA-1) avaient une origine commune et ont été regroupés dans le cluster Malta. L'analyse phénotypique a indiqué que le spécimen d'Afontova Gora III portait l'allèle dérivé rs12821256, associé aux cheveux blonds chez les Européens, faisant de ce spécimen le premier individu connu à porter cet allèle dérivé. 
Le site de Listvenka, à proximité de Divnogorsk, remonte à 16 500–10 000 ans AP.
La culture Kokorevo dans les cours supérieurs de l'Ienisseï remonte à il y a 15 000 à 10 000 ans AP. Sur le site de Kokorevo I, dans le cours supérieur de la rivière Ienisseï, dans le district de de Novossiolovo, une omoplate de bison avec une pointe enfoncée a été trouvée.
La culture d'Andronovo (XIIIe – IXe siècle av. J.-C.) a été nommée sur la base des sépultures de l'âge du bronze près du village d'Andronovo.
La culture Munkh-Khairkhan dans la vallée de la rivière Idjim (raïon d'Iermakov) comprend les cimetières Maralskoïe 2 et Saïany-Pogranitchnoïe 6.
Près du lac Piassino, près de Norilsk, un site de l'âge du bronze a été découvert, où des équipements primitifs de fusion et de coulée et des matières premières (boules de cuivre natif) ont été découverts.

## Premiers États
Le premier État sur le territoire du sud de la Sibérie est apparu aux IVe et IIIe siècles av. J.-C.. Les anciennes chroniques chinoises appelaient ses créateurs le peuple « Dinling » (chinois : 丁零), et l'État « Dingling-go » (chinois : 丁零国). Vers 201 av. J.-C., les Dinglings furent vaincus par les troupes Xiongnu. Les Xiongnu (chinois : 匈奴 ; pinyin : Xiōngnú ; Wade : Hsiung-nu ; EFEO : Hiong-nou) sont un ancien peuple nomade turc, datant de 220 av. J.-C. au IIe siècle. habitait les steppes du nord de la Chine. Les Xiongnu ont mené des guerres actives avec l'empire chinois Han, au cours desquelles ils se sont consolidés en une puissance unique qui a soumis les tribus nomades voisines.
Sur la base d'un monticule fouillé près du village de Tes, la culture de Tes (IIIe siècle av. J.-C. au IIe siècle) a été identifiée comme une étape de transition vers la culture de Tagar-Tachtyk.

## Moyen Âge
Après la défaite des Dinglings par les troupes Xiongnu, les tribus kirghizes turcophone se sont déplacées vers le bassin de Minoussinsk.
Aux VIe et VIIe siècles, les Kirghizes et leurs peuples subordonnés de la taïga formaient une zone périphérique des États d'Asie centrale, dirigé par un chef, nommé un « Elteber ».
En 840, l'État kirghize qui se formaient jusque-là détruit le Khaganat ouïghour et étend son pouvoir à Touva et à la Mongolie. Poursuivant les restes des Ouïghours, les Kirghizes combattirent jusqu'à l'Irtych et l'Amour et envahirent les oasis du Turkestan oriental. Vassili Barthold a appelé cette période de l’histoire « la grande puissance kirghize ». Les Kirghizes ont fourni à l’État de hauts dirigeants militaires et administratifs. Ils étaient considérés comme liés à la fois dynastiquement et par mariage aux maisons dirigeantes de Chine et d’autres pays voisins.
Depuis le milieu du Ier millénaire, les ancêtres des Evenks sont apparus sur le territoire de la Sibérie. Au XIIIe siècle, les tribus Toungouse se sont installées dans la Moyenne Léna, la Vilouï et l'Oliokma. Les Evenks se sont formés sur la base du mélange des aborigènes de Sibérie orientale avec les tribus Toungouses venues auparavant de la région du Baïkal et de Transbaïkalie. La culture de Glazkov est classée comme une communauté proto-toungouse,.
Il y a des raisons de considérer le peuple transbaïkal des Ouvans comme les ancêtres directs des Evenks, qui, selon les chroniques chinoises des Ve – VIIe siècles, vivaient dans la taïga montagneuse au nord-est de la Bargouzine et de la Selenga. Les Ouvans n'étaient pas des aborigènes de Transbaïkalie, mais étaient un groupe d'éleveurs nomades venus ici d'une région plus méridionale. En s'installant à travers les étendues de la Sibérie, les Toungouses rencontrèrent les tribus locales et finirent par les assimiler. Les particularités de la formation ethnique des Toungouses ont conduit au fait qu'ils se caractérisent par trois types anthropologiques, ainsi que par trois groupes économiques et culturels différents : les éleveurs de rennes, les éleveurs de bétail et les pêcheurs.
Aux XIIIe et XIVe siècles, les Evenks furent séparés par l'avancée des Iakoutes vers le nord. Les Evenks de l'Est formèrent le groupe ethnique des Évènes. Avant l'arrivée des Russes au XVIIe siècle, les Evenks (Toungouses) vivaient le long de l'Ienisseï, de l'Angara, du Viliouï, de la Vitim, de la Haute Léna, de l'Amour (Orotches), ainsi que sur la côte du lac Baïkal.

## État russe

### Tsarat de Russie
En juillet 1628, alors que la construction du fort de Krasnoïarsk n'était pas encore terminée, les peuples locaux des Arines et des Katchines attaquèrent l'endroit.
Jusqu'en 1629, le territoire du kraï moderne de Krasnoïarsk faisait partie de l'Ordre de Tobolsk avec son centre dans la ville de Tobolsk. Depuis 1629, les forts Ienisseï, Krasnoïarsk et Kansk ainsi que les terres adjacentes étaient inclus dans l'ordre Tomsk, séparée de l'ordre Tobolsk.
Après la réduction de la garnison de Krasnoïarsk, les nomades kirghizes en ont pris conscience et ont lancé des raids, notamment sur Ieniseisk. Des raids des princes kirghizes sur Krasnoïarsk et les villages environnants eurent lieu en 1630, 1634, 1636, 1640, 1665, 1667. En 1632, la décision d'abolir Krasnoïarsk fut annulée.
La progression vers le sud était difficile. Les Kirghizes du Ienisseï incendièrent le premier fort d'Atchinsk en 1675, le fort d'Abakan, et les forts de Krasnoïarsk, de Kansk, de Kouznetsk et de Tomsk furent assiégés. En 1676, le fort de Ienissïsk reçut le statut de ville, sous lequel furent transférées toutes les colonies le long de l'Ienisseï et des territoires de la rive droite s'étendant jusqu'à la Transbaïkalie.
En 1679 eut lieu des sièges par les forces combinées des Ienisseï Kirghizes et des Dzoungars sous le commandement d'Irenek. 16 villages ont été incendiés, dont les villages de Podstolbovo, de Bazaïkha, et de Torgatchino. Le périmètre de garde des postes militaires et des tours a été détruit. Malgré leur petit nombre, les Cosaques firent une sortie et entrèrent au combat en rase campagne. Au cours de la bataille, Irenek lui-même a failli mourir, renversé de selle. Les Kirghizes n'ont pas pu résister aux tirs d'artillerie dirigés par Vassili Mnohogretchny et se sont retirés. 
En 1680, le détachement inflige d'importants dégâts aux Kirghizes. En 1692, un détachement encore plus puissant sous le commandement de Vassili Mnohogretchny vainquit finalement l'oulous de Touba (ru) des Kirghizes. Les Kirghizes vaincus ont demandé à cesser la collecte du iassak pendant plusieurs années. Lorsque les Russes sont venus à Abakan pour le iassak en 1703, ils n'ont trouvé ni les Kirghizes ni la majorité des Kychtyms, ils sont allés en Dzoungarie. Au cours de l'été 1707, environ un millier de cosaques, recrutés dans cinq forts, sous le commandement d'Ilia Tsitsourine et de Konon Samsonov, construisirent le fort d'Abakan,.
En 1708, Pierre Ier mena des réformes territoriales et administratives pour rationaliser l'administration gouvernementale. La principale unité administrative de l'Empire russe était la province, qui comprenait des provinces divisées en comtés. Selon le décret du 18 décembre 1708 (29 décembre dans le calendrier grégorien), l'ensemble du territoire de l'empire était divisé en huit gouvernements. La Sibérie et une partie de l'Oural sont devenues une partie du gouvernement de Sibérie avec son centre à Tobolsk.
En 1718, le fort Saïan, le plus au sud des forts, a été construit devant ce qu'on appellait le mur de Lojanov, la forteresse d'hiver du dernier Altyn Khan,.
En raison des longues distances et du manque de voies de communication, la gestion des territoires de la province sibérienne était extrêmement difficile. Il était nécessaire de mener des réformes territoriales. En 1719, trois provinces furent créées dans le cadre du gouvernement de Sibérie : Viatka, Solikamsk et Tobolsk, et cinq ans plus tard deux autres provinces, Irkoutsk et Ienisseï avec le centre dans la ville d'Ienisseïsk. La province du Ienisseï comprenait les comtés suivants : Mangazeïa, Ienisseïsk, Krasnoïarsk, Tomsk, Kouznetsk, Narym et Ket.

### Empire russe
En 1764, par décret de Catherine II, la Sibérie subit une autre réforme administrative : un deuxième gouvernement fut créé, celui d'Irkoutsk, qui comprenait la province du Ienisseï. Deux décennies plus tard, la province du Ienisseï fut liquidée et ses districts furent regroupés en trois gouvernements : Tobolsk (Ienisseïsk et Atchinsk), Irkoutsk et Kolyvan (Krasnoïarsk),.
En 1797, tout le bassin de l'Ienisseï fut attribué au gouvernement de Tobolsk (jusqu'en 1804 ; puis jusqu'en 1822, il faisait partie du gouvernement de Tomsk).
Afin de centraliser l'administration, en 1803, le gouvernement général sibérien fut créé avec son centre dans la ville d'Irkoutsk, qui absorba les territoires des gouvernements de Tobolsk, Irkoutsk et Tomsk.
En 1822, ce système de subordination territoriale fut aboli et à sa place furent créés les gouvernorats généraux de Sibérie occidentale (centre : Tobolsk) et de Sibérie orientale (centre : Irkoutsk).
Au même moment, sur proposition de Mikhaïl Mikhaïlovitch Speranski, qui procéda à un audit des possessions sibériennes, l'empereur Alexandre Ier signa un décret portant formation du gouvernement du Ienisseï, composée de cinq ouïezds : Krasnoïarsk, Ienisseï (avec le territoire de Touroukhansk), Atchinsk, Minoussinsk et Kansk. La ville de Krasnoïarsk a été désignée comme centre administratif du gouvernement nouvellement formé,.
Le 26 février 1831 (10 mars dans le calendrier grégorien), le Sénat a publié un décret « Sur l'organisation de l'administration postale dans le gouvernement du Ienisseï ». Un bureau de poste provincial a été créé à Krasnoïarsk, des expéditions postales ont été établies à Ienisseïsk et Atchinsk et des bureaux de poste ont été ouverts à Kansk, Minoussinsk et Touroukhansk.
Au cours des 50 années qui ont suivi la création du gouvernement du Ienisseï, des changements mineurs ont eu lieu dans la structure administrative de l'Empire russe : en 1879, les districts ont été rebaptisés ouïezds. Le territoire du gouvernement du Ienisseï n'a pas subi de changements et a coïncidé essentiellement avec les frontières du kraï moderne de Krasnoïarsk.
Depuis 1913, le gouvernement du Ienisseï fait partie du gouverneur général d'Irkoutsk. En avril 1914, la Russie établit un protectorat sur Touva, qui, sous le nom de kraï d'Uriankhai, devint une partie du gouvernement du Ienisseï. Cette division administrative perdura jusqu'au début des années 1920.

## Période URSS

### Années 1920
Au milieu de l'année 1921, les révolutionnaires de Touva, soutenus par l'Armée rouge de la RSFSR, décidèrent de proclamer l'indépencande de Touva. 
En 1923, débutent les travaux de zonage de la Sibérie, qui marquent le début de la réorganisation administrative du territoire de la région. Avec la suppression des volosts, des raïons élargis sont créés. Par décret du Comité exécutif central panrusse du 25 mai 1925, toutes les gouvernements et oblats de Sibérie sont abolies, leurs territoires sont fusionnés en une seule région sibérienne, le kraï de Sibérie, avec son centre à Novossibirsk.

### Années 1930 aux années 1950
Par une résolution du Présidium du Comité exécutif central du 7 décembre 1934, à la suite de la désagrégation des kraïs de Sibérie occidentale et de Sibérie orientale, le kraï de Krasnoïarsk a été formé  (presque à l'intérieur des anciennes frontières du gouvernement du Ienisseï). Les raïons d'Atchinsk, de Beriozovka, de Birilioussy, de Bogotol, d'Iermakov, de Karatouz, de Kouraguino, de Minoussinsk, de Nazarovo, d'Oussinsk et d'Oujour, ainsi que l'oblast autonome khakasse composée de 6 raïons, ont été séparé du kraï de Sibérie occidentale pour être annexé au kraï de Krasnoïarsk.
Du kraï de Sibérie orientale, d'Abanski, de Balkhta, de Bogoutchany, de Bolchaïa Mourta, de Dzerjinski, d'Ienisseïsk, d'Ilanski, Iberski, de Kazatchinskoïe, d'Ienisseïsk, de Kansk, de Kejma, de Krasnoïarsk, de la Mana, de Nijni Ingach, de Novossiolovo, de Partizanskoïe, de Pirovskoïe, de Rybnoïe, de Soukhobouzimskoïe, de Tasseïevo, de Touroukhansk, d'Ouïar, ainsi que les raïons nationaux d'Evenkie et de Taïmyr ont été annexés dans la nouvelle région. Au total, la région comprend 52 raïons. Krasnoïarsk, Atchinsk, Bogotol, Ieniseisk, Kansk, Minoussinsk sont devenues des villes de subordination régionale.
Le découpage administratif-territorial subit en 1935-1936 des changements importants. De nouveaux raïons ont été formés : d'Artiomovsk, daour (de certaines parties de Krasnoïarsk, de Balkhta et de Novossiolovo), d'Idrinski, Igarsky, de Kozoulka, de Krasnotouransk, d'Oudereï, du Nord-Ienisseï et de Toukhet, et le raïon de Krasnoïarsk a été divisé en raïons d'Iemelianov et des Soviets. En 1937, la capitale régionale de Krasnoïarsk a commencé à être divisée en raïons urbains (arrondissements), avec ceux de Staline et de Kirov. En 1938, le raïon urbain de Kaganovitchski de Krasnoïarsk a été créé. En 1941, le raïon de Iartsevo fut créé. En 1942, le raïon de Lénine a été séparé du raïon urbain de Kirov de Krasnoïarsk.En 1944, les raïons de Bolchoï Oulouï, de Dolgy Most et de Chouchenskoïe furent formés. En 1947, le raïon de Charypovski a été transféré de l'oblast autonome khakasse.
À l'été 1953, le soulèvement de Norilsk a eu lieu, qui fut une révolte de prisonniers de Gorlag, un des camps spéciaux (URSS) de prisonniers politiques, tout près du complexe de Norilsk, durant l'été 1953 après la mort de Staline, le 5 mars 1953.
En 1953, les villes de Norilsk et d'Oujour deviennent des villes de subordination régionale. En 1954, la ville fermée de Krasnoïarsk-26 a été créé. En 1956, les raïons d'Artiomovsk, d'Oussinsk, d'Iartsevo furent abolis et d'Oudereï fut rebaptisé de Motyguino. La ville fermée de Krasnoïarsk-45 a été créée. Le 23 octobre 1956, le kraï de Krasnoïarsk a reçu l'Ordre de Lénine pour le développement des terres jusque-là vierges.
En 1957, le raïon urbain de Kaganovitchski de Krasnoïarsk a été rebaptisé raïon d'Octobre.

### Années 1960 à 1991
En 1961, le raïon urbain de Staline de Krasnoïarsk a été rebaptisé Central. La ville de Nazarovo devient une ville de subordination régionale.
Le 27 décembre 1962, il fut décidé de remplacer les 60 raïons du kraï de Krasnoïarsk en 4 raïons industriels et 35 raïons ruraux. La ville de Divnogorsk a reçu le statut de ville de subordination régionale dans le cadre de la construction de la centrale hydroélectrique de Krasnoïarsk. En 1965, la ville fermée de Krasnoïarsk-66 a été créé. En 1966, les raïons industriels furent abolis et de nouveaux raïons ont été formés. En 1969, le raïon soviétique a été séparé du raïon Central de Krasnoïarsk.
Le 2 décembre 1970, le territoire de Krasnoïarsk a reçu le deuxième Ordre de Lénine pour ses réalisations dans le domaine de l'industrie, ainsi que pour le développement de l'agriculture et du développement culturel au cours du VIIIe plan quinquennal (1966-1970), qui s'est avéré être la plus productive pendant toute la période d'existence de la région. En 1972, le raïon de Kozoulka a été reformé (séparé du raïon d'Atchinsk). En 1975, la ville de Lessossibirsk a reçu le statut de ville de subordination régionale. En 1977, le raïon de Sverdlovsk a été séparé du raïon urbain de Kirov de Krasnoïarsk. En 1979, le raïon du Chemin de fer a été séparé du raïon urbain d'Octobre de Krasnoïarsk.
En 1981, les conseils de village du raïon de de Nazarovo, de Beriozovka et de Novolaltaï, ont été transférés au raïon de Charypovo. Les villes de Charypovo et Borodino ont reçu le statut de villes de subordination régionale. En 1983, le raïon de de Beriozovka a été séparé du raïon d'Iemelianov.
Le 5 décembre 1984, le kraï de Krasnoïarsk a reçu l'Ordre de la Révolution d'Octobre pour les services rendus par les travailleurs de la région au mouvement révolutionnaire, dans la lutte contre les envahisseurs nazis pendant la Grande Guerre patriotique, leur contribution au développement de l'explotation des ressources et le développement des forces productives de la Sibérie.
En 1985, la ville de Sosnovoborsk a reçu le statut de ville de subordination régionale. En 1988, le centre du raïon de de Kejma a été déplacé à Kodinsk dans le cadre de la construction de la centrale hydroélectrique de Bogoutchany. En 1989, le village de Novoïenisseïsk a été annexé à l'administration de la ville de Lessossibirsk. 
En 1991, l'oblast autonome khakasse a fait sécession de la région et a été transformée en république de Khakassie.

## Fédération de Russie
En 2005, Igarka est devenue une ville de subordination régionale (raïon de Touroukhansk). La commune urbaine fermée de Solnetchny acquiert le statut d'okroug urbain.
Le 1er janvier 2007, le kraï de Krasnoïarsk, le district autonome de Taïmyr et le district autonome des Evenks ont fusionné pour former un kraï de Krasnoïarsk élargi. Toujours le 1er janvier 2007, le statut de ville fermée de Kedrovy a été aboli.

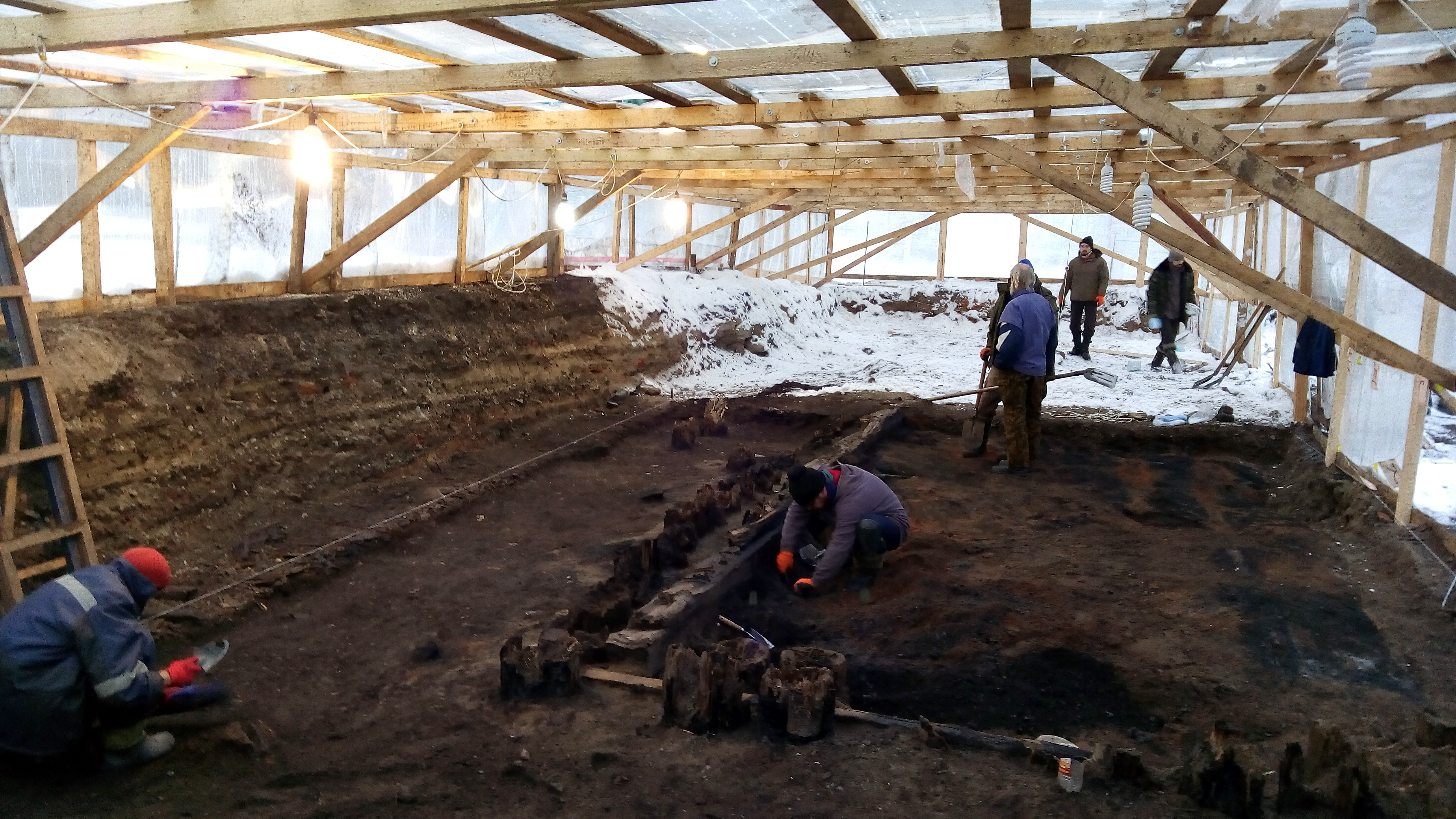
Fouilles fin 2015 (sur la propriété de l'ancien marchand Balandine) à Ienisseïsk.

En 2013, à Starotouroukhansk, sur le site de la colonie Starotouroukhan de Novaïa Mangazeïa, parmi les ruines d'un immeuble résidentiel de type russe traditionnel de la fin du XVIIIe siècle, a été trouvée la première lettre en écorce de bouleau de Sibérie. En 2016, à Ienisseïsk, lors de fouilles dans la cave de la cour du voïvode du milieu du XVIIe siècle, des archéologues ont découvert la deuxième lettre en écorce de bouleau dans le territoire de Krasnoïarsk, sur laquelle, selon les données préliminaires, un mot maudit était écrit. Près du mur du fort, les archéologues ont trouvé une cruche fabriquée en Europe occidentale il y a 300 ans avec une image, peut-être, du dieu du vin Bacchus.
Le déversement de pétrole à Norilsk, une catastrophe industrielle, a lieu près de Norilsk, à partir du 29 mai 2020, lorsqu'un réservoir de stockage de carburant de la centrale thermique n°3 de Norilsk-Taïmyr Energy s'effondre et relâche dans les rivières proches 21 000 mètres cubes de diesel,. Le président Vladimir Poutine déclara l'état d'urgence le 3 juin. L'accident fut la deuxième plus grande marée noire de l'histoire russe moderne.